# Gibara
Gibara è un comune di Cuba, situato nella provincia di Holguín. 
Ogni anno si tiene a Gibara il Festival del cinema povero, istituito dal regista cubano Humberto Solas.